# ジャラル・タラバニ
ジャラール・タラバーニー (クルド語:ソラニー：جەلال تاڵەبانی / Celal Talebanî アラビア語：جلال طالباني, Jalāl Tālabānī、1933年11月12日 - 2017年10月3日）は、イラクのクルド人政党のクルド愛国同盟議長、2005年にイラク共和国大統領に就任。
活発な政治活動を続け、旧サッダーム・フセイン政権の弾圧にさらされながらクルド民族主義運動を率いてきた「英雄」の一人。
毛沢東選集をクルド語に訳したこともある。
1933年、イラク北部スレイマニヤ県の中流家庭に生まれる。青年時代から政治活動を始め、バグダード大学法学部の学生時代、仲間と「クルド学生同盟」を結成。クルド民族運動の本流であるクルド民主党（KDP）に加わり、1951年には中央委員に選ばれている。
イラク軍での軍役経験も持つ一方、1961年、クルド民主党現指導者であるマスウード・バルザーニーの父親で、クルド民主党創始者であるムッラー・ムスタファ・バルザーニーが指導した反政府蜂起（第一次クルド・イラク戦争、第二次クルド・イラク戦争）にも参加した。
1975年、クルド民主党から離反しシリアでクルド愛国同盟を設立。
政治、武装闘争の双方に練達したスタイルは「クルド政界のキツネ」といわれクルド人からはジャラルおじといわれている。
2005年クルド人初のイラク大統領に就任。
2007年2月25日、病を得てヨルダンのキング・フセイン病院に緊急搬送された。イラク当局は過労によるものと発表している。
2017年10月3日、ドイツ・ベルリンで死去。83歳没。
死刑廃止論者でもあった。